# دانیلا شوارتز
دانیلا شوارتز (انگلیسی: Daniela Schwarz؛ زادهٔ ۹ سپتامبر ۱۹۸۵) بازیکن فوتبال اهل سوئیس است.
از باشگاه‌هایی که در آن بازی کرده‌است می‌توان به باشگاه فوتبال گراس‌هاپر زوریخ و باشگاه فوتبال وولرنگا اشاره کرد.
وی همچنین در تیم ملی فوتبال زنان سوئیس بازی کرده‌است.